# 沈一元
沈一元（15世紀—16世紀），字子仁，南直隸鳳陽府宿州人，明朝軍事人物。

## 生平
沈一元是嘉靖八年（1529年）的武進士，任中都留守司留守，歷轉四川、河南、江西三地都司，因功陞山西參將，之後獲推薦調往浙江防備倭寇，他卻因雙親年老辭官回鄉。沈一元雖然以武功著名，但也涉獵經史，擅長書法和詩歌，為人謙厚好施並端正自律，獲時論稱頌。

## 引用
1. 1 2  光緒《宿州志·卷十八·人物志二》：沈一元，字子仁，沈勳孫，沈金子，由武進士厯任中都留守，四川、河南、江西等處都司，以功陞山西平陽府左參將，薦調浙江備倭，因親老陳情歸養。雖以武略著名，而涉獵經史，工詩善書，謙厚好施，循循雅飭，輿論歸焉。
2. ↑  光緒《宿州志·卷十五·選舉志一》：武進士……沈一元，中嘉靖己丑科，任指揮